# Dittelbrunn
Dittelbrunn (schweinfurterisch: Diddlhädsch) ist eine Gemeinde im unterfränkischen Landkreis Schweinfurt. Das Rathaus befindet sich im Gemeindeteil Hambach.

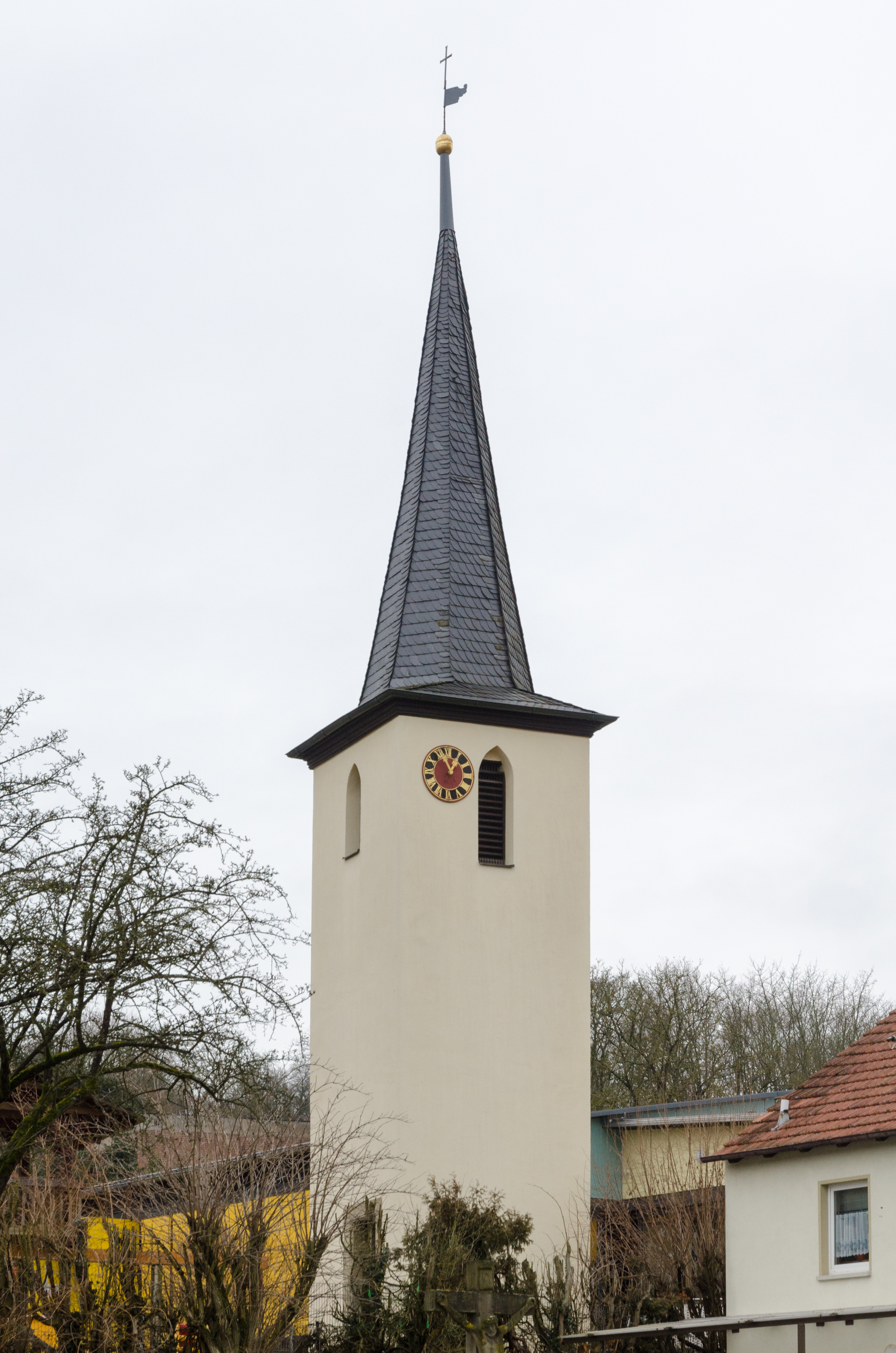
St. Rochus in Dittelbrunn

## Geographie

### Lage
Die Gemeinde liegt unmittelbar nördlich Schweinfurts und am Westrand der Schweinfurter Rhön. Die höchste Erhebung ist der Wachtler Berg (384 m). Auf dem Gemeindegebiet entspringt der Marienbach. Im Süden grenzen direkt die Schweinfurter Stadtteile Eselshöhe und Haardt an. Dittelbrunn ist baulich mit der kreisfreien Stadt Schweinfurt zusammengewachsen und wegen seiner Lage am Waldrand ein beliebter Wohnort.

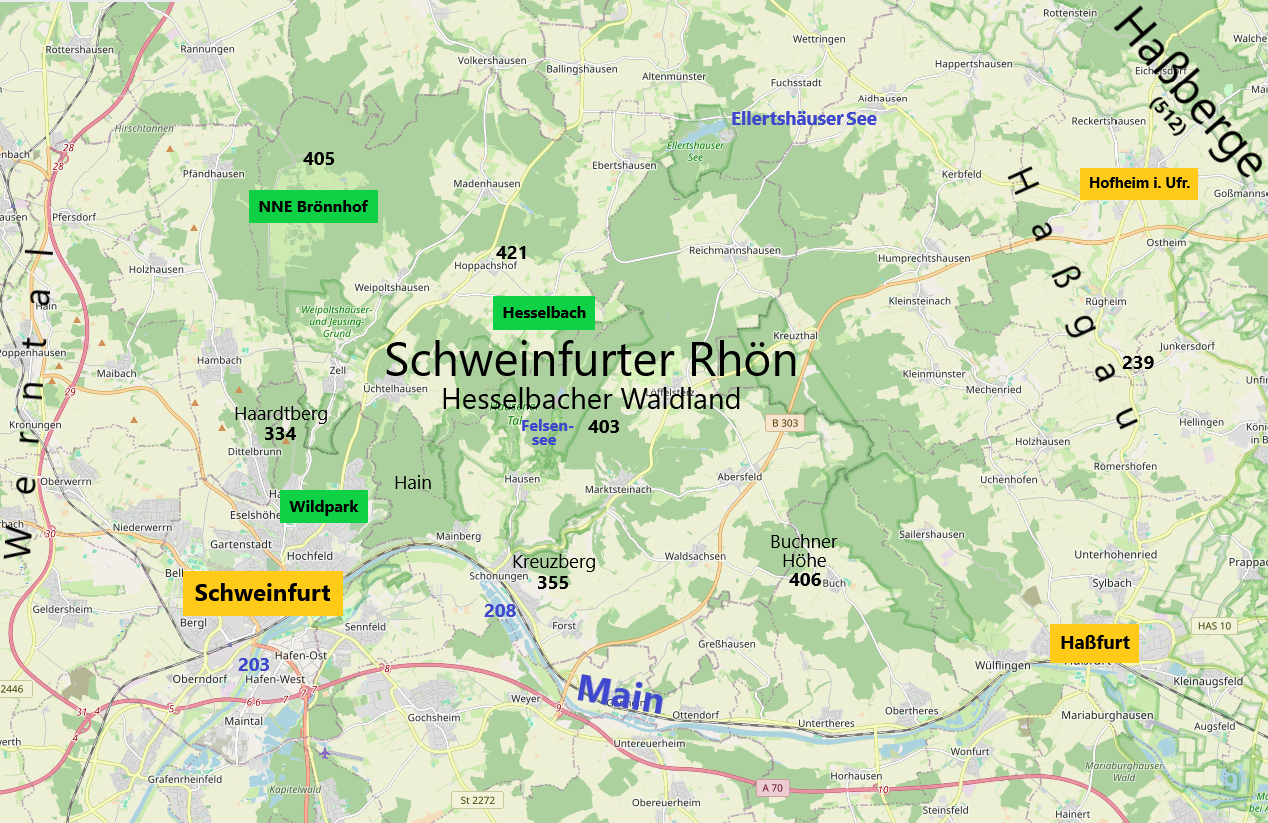
Dittelbrunn markiert die südwestliche Ecke der Schweinfurter Rhön (bitte Bild vergrößern)

### Gemeindegliederung
Dittelbrunn hat vier Gemeindeteile (in Klammern ist der Siedlungstyp angegeben):
- Dittelbrunn (Pfarrdorf)
- Hambach (Pfarrdorf)
- Holzhausen (Kirchdorf)
- Pfändhausen (Kirchdorf)

Auf dem Gemeindegebiet liegt nordöstlich von Hambach die Wüstung Lauerbach.
Dittelbrunn
Größter und südlichster Gemeindeteil mit 3524 Einwohnern (31. Dezember 2012), erste urkundliche Erwähnung 1282 als „Tytelbrvnn“ (mundartlicher Name „Diddlbrünn“)
Hambach
Zweitgrößter, in der geographischen Mitte liegender Gemeindeteil mit 2593 Einwohnern (31. Dezember 2012), erste urkundliche Erwähnung 1264 als „Hagenbuch“ (mundartlicher Name „Hamich“)
Pfändhausen
Nördlichster Gemeindeteil mit 579 Einwohnern (31. Dezember 2012), erste urkundliche Erwähnung 1307 als Pfentenhusen (mundartlicher Name Milichhouf)
Holzhausen
Kleinster Gemeindeteil mit 417 Einwohnern (31. Dezember 2012), erste urkundliche Erwähnung 1137 als „Holzhusun“ (mundartlicher Name „Holzhausn“)

### Nachbargemeinden
Im Süden liegt Schweinfurt. Im Osten liegt Üchtelhausen, im Westen Niederwerrn und Poppenhausen (alle drei liegen im Landkreis Schweinfurt). Im Norden liegt das zum Landkreis Bad Kissingen gehörende Rannungen.

### Geologie
Die Gemeinde liegt nach der Gliederung des Bundesamts für Naturschutz im Hesselbacher Waldland („Schweinfurter Rhön“) nördlich des Schweinfurter Beckens und gehört mit diesem zu den Mainfränkischen Platten innerhalb des schwäbisch-fränkischen Schichtstufenlands. Von den dort vor 280–65 Millionen Jahren abgelagerten Sedimenten stehen in diesem Gebiet nur die triassischen Schichten (etwa 200 Millionen Jahre) des karstanfälligen Muschelkalks und des Keupers an der Oberfläche an. Hinzu kommen eiszeitliche Lössablagerungen. Der anstehende Kalkstein wurde in Holzhausen in Steinbrüchen abgebaut.

### Klima
Das Klima im Gemeindegebiet wird geprägt durch Spessart, Rhön und Steigerwald. Diese umrahmenden Mittelgebirge bedingen, dass das Gemeindegebiet mit rund 500 mm pro Jahr in einem der niederschlagsärmsten Gebiete Deutschlands liegt. Die durchschnittliche Jahrestemperatur liegt bei etwa 9 °C.

## Geschichte

### Vorgeschichte
Der Schweinfurter Raum mit seinen fruchtbaren Anbaugebieten ist reich an vor- und frühgeschichtlichen Zeugnissen, vor allem auf den Dittelbrunner und Hambacher Gemarkungen. Spärlicher sind die Fundmeldungen im nördlichen Gemeindegebiet, die schlechteren Böden und die Wasserarmut dürften dafür der Grund sein.
Ein mittelsteinzeitlicher Fund (um 10.000 v. Chr.) ist in Dittelbrunn belegt, ein ähnlicher kann in Hambach nicht mit letzter Sicherheit bestätigt werden.
Jungsteinzeitliche Funde und Siedlungsplätze (etwa 4000 v. Chr.) sind in Dittelbrunn und Hambach mehrfach nachgewiesen, ebenso in Pfändhausen.
In Hambach ist die Urnenfelderkultur (etwa 1200 v. Chr.) und die Hallstattzeit (700 bis 400 v. Chr.) in der Waldabteilung Holzspitze mit mehreren Hügelgräbern vertreten. Bei einer Notgrabung 1962 wurden mehrere Urnen und Bronzetoilettenbestecke geborgen.
Siedlungsreste aus der La-Tène-Zeit (etwa 450 v. Chr.) wurden in der Hambacher Flurabteilung Hamberg bei einer Grabung des Landesamtes für Denkmalpflege 1976 nachgewiesen.

### Mittelalter und Neuzeit
Die naturgegebene Verbreiterung des Mains in zwei Arme im Gebiet von Schweinfurt brachte seit ältesten Zeiten ein seichtes, flaches Wasser. Diese Tatsache war den Menschen der Frühzeit bekannt und sie nutzten sie als Furt. Demzufolge ist auch zum Beispiel in einem alten Rompilgerwegverzeichnis aus dem 13. Jahrhundert überliefert, dass von „Murestadt“ (Münnerstadt) kommend eine alte Straße durch das Tal nach Rannungen, vorbei an den Achtäckern auf Pfändhäuser Flur, über den Holzhäuser Wachtelsberg, westlich des Hamberges die Gemarkungsgrenze Hambach/Maibach bildend, Richtung Kreuzer verlief. Diese alte Straße, einst überregional als Nord-Süd-Verbindung sehr bedeutend, hat mit der Fertigstellung der neuen Chaussee Würzburg–Meiningen 1796 ihre Funktion eingebüßt und ist durch Auflassung und Flurbereinigung heute nur noch an wenigen Stellen nachweisbar.
Das Gemeindegebiet Dittelbrunn dürfte im 8. Jahrhundert endgültig besiedelt worden sein. Sind auch die ersten Namensnennungen der vier Ortsteile jüngeren Datums, so sprechen doch die Nachbarsiedlungen Schweinfurt und Maibach, 791, Pfersdorf 763, Rannungen 772, Jeussing 791 und Zell 823 erstmals erwähnt, für diese Vermutung. Die Wüstung Lauerbach in der Dittelbrunner Gemarkung Hambach wurde 1302 erstmals erwähnt.

### Eingemeindung, Entstehung der neuen Gemeinde
Bei der Gebietsreform in Bayern war bereits vom Freistaat die Eingemeindung von Dittelbrunn, Niederwerrn und Sennfeld nach Schweinfurt beschlossen. Auf Weisung des gebürtigen Niederwerrner Staatssekretärs Erwin Lauerbach wurde der Beschluss zurückgenommen.
Die neue Gemeinde entstand am 1. Mai 1978 im Zuge der Gebietsreform in Bayern. Die Gemeinden (Dittelbrunn im alten Gebietszuschnitt, Hambach, Holzhausen und Pfändhausen) wurden teils gegen heftigen Widerstand zusammengelegt. Die neue Gemeinde wurde nach dem größten Gemeindeteil Dittelbrunn benannt. Das neue Rathaus und später der gemeindliche Bauhof wurden jedoch in der geographischen Mitte in Hambach gebaut.

### Einwohnerzahlen
Es werden die Einwohnerzahlen der vier Gemeinden an den Stichtagen der Volkszählungen 1961 und 1970 sowie der vier Gemeindeteile am 31. März 2006 und 31. Dezember 2012 angegeben.
| Gemeinde    | 6. Juni 1961 | 27. Mai 1970 | 31. März 2006 | 31. Dezember 2012 |
| ----------- | ------------ | ------------ | ------------- | ----------------- |
| Dittelbrunn | 1304         | 2146         | 3742          | 3524              |
| Hambach     | 1147         | 1554         | 2676          | 2593              |
| Holzhausen  | 242          | 260          | 410           | 417               |
| Pfändhausen | 522          | 560          | 616           | 579               |
| Gemeinde    | 3215         | 4520         | 7444          | 7113              |

### Einwohnerentwicklung
Im Zeitraum 1988 bis 2018 stieg die Einwohnerzahl von 6925 auf 7394 um 469 Einwohner bzw. um 6,8 %. 2003 hatte die Gemeinde 7590 Einwohner.
Quelle: BayLfStat

## Politik

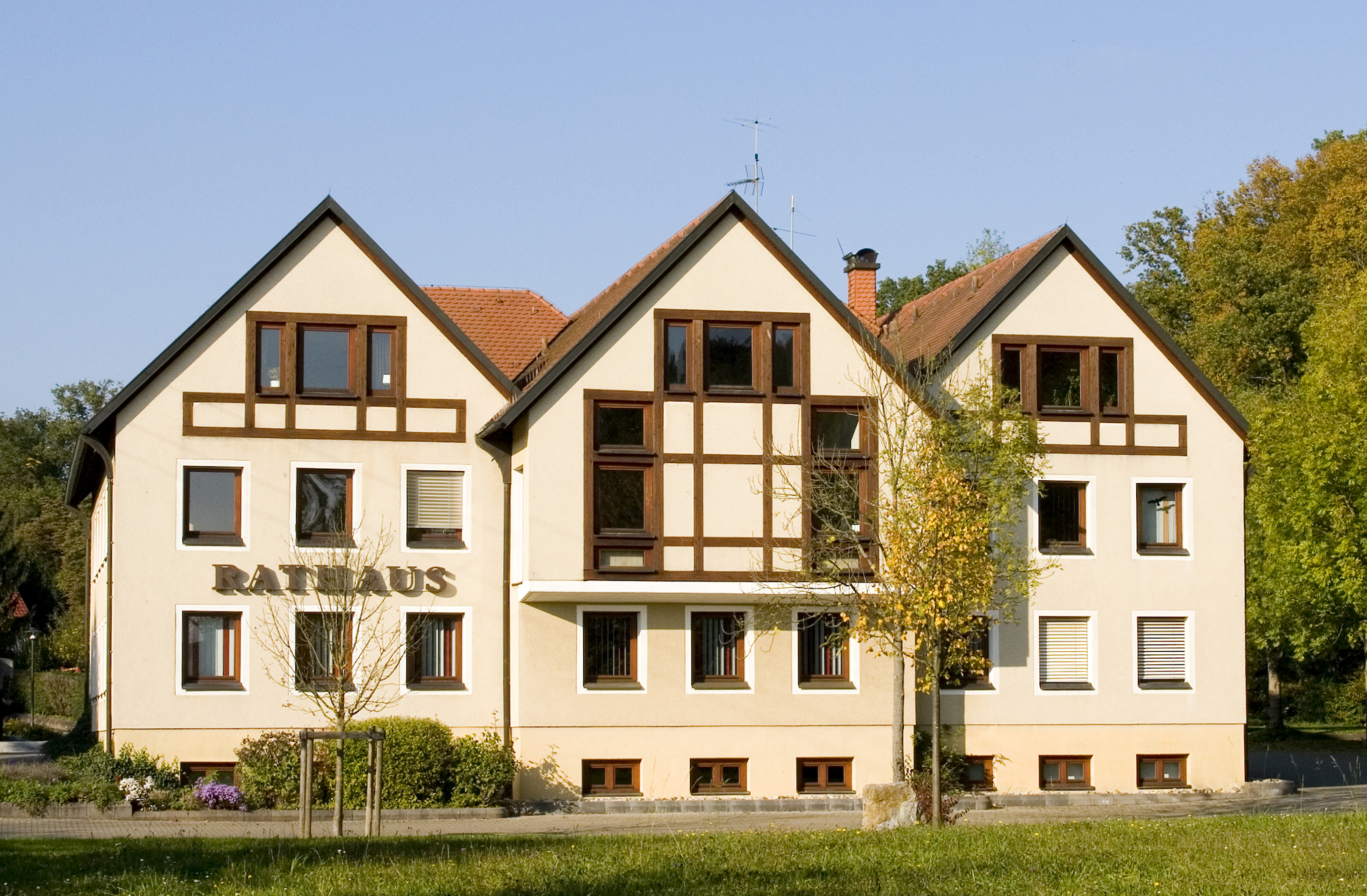
Rathaus der Gemeinde in Hambach

### Gemeinderat
Die Gemeinderatswahlen 2002 bis 2020 führten zu folgenden Sitzverteilungen:
|                                                                        | 2002  | 2008  | 2014  | 2020  |
| ---------------------------------------------------------------------- | ----- | ----- | ----- | ----- |
| CSU                                                                    | 7     | 8     | 6     | 5     |
| SPD                                                                    | 4     | 4     | 3     | 4     |
| Freie Wähler                                                           | n. a. | 3     | 3     | 3     |
| Freie Wählergemeinschaft Hambach, Pfändhausen, Holzhausen              | n. a. | 2     | 3     | 3     |
| Soziale Bürgerliste                                                    | 1     | 2     | 2     | 2     |
| Junge Liste                                                            | 1     | 1     | 0     | n. a. |
| CDW                                                                    | n. a. | n. a. | 1     | 1     |
| UBL                                                                    | n. a. | n. a. | 2     | 2     |
| Freie Wähler/Freie Wählergemeinschaft Hambach, Pfändhausen, Holzhausen | 5     | n. a. | n. a. | n. a. |
| FDP/Freie Bürger                                                       | 2     | n. a. | n. a. | n. a. |
| Gesamt                                                                 | 20    | 20    | 20    | 20    |

### Bürgermeister
Von der Gründung der Gemeinde 1978 an bis 1996 war Oswald Markert (Holzhausen, CSU) Bürgermeister. Von 1996 bis zu seinem Tod 2011 war Michael Herterich (Hambach, CSU) Erster Bürgermeister.
Seit dem 20. Dezember 2011 ist Willi Warmuth (Hambach, CSU) der Bürgermeister Dittelbrunns. Er gewann in einer Stichwahl mit 54,9 Prozent der Stimmen, sein Konkurrent Peter Härterich (Dittelbrunn, SPD) kam auf 45,1 Prozent. 2017 wurde Warmuth wiederum in einer Stichwahl (58,0 %) gegen Werner Duske (SPD/SBD; 42,0 %) im Amt bestätigt.

### Wappen
| | Blasonierung: „Schild gespalten; vorne in Gold auf halbem grünem Dreiberg der vordere Teil einer schwarzen Henne am Spalt, hinten in Rot eine silberne Gerstenähre.“ |
| Wappenbegründung: Durch die Farben Silber und Rot in der hinteren Schildhälfte wird an die einst engen Beziehungen der Gemeinde zum Hochstift Würzburg erinnert. Das 509 geminderte Henneberger Wappen symbolisiert die früheren Herrschaftsverhältnisse. Die Gerstenähre weist auf den seit etwa 1900 intensivierten Anbau von Qualitätsgerste für Brauereien hin. Im Juli 1965 wurde der ehemals selbständigen Gemeinde Hambach das Führen eines Wappens durch das Bayerische Staatsministerium erlaubt. Der Entwurf stammte von Edgar Schulz (Sohn des verstorbenen Ehrenbürgers Gottfried Schulz). Nach der Gebietsreform 1978 übernahm die Gemeinde Dittelbrunn das Hambacher Wappen für alle Gemeindeteile. Dieses Wappen wird seit 1981 geführt. | |

### Partnerschaften
Die gemeindliche Musikschule pflegt eine enge Freundschaft mit der Musikschule in Ifs/Frankreich.

### Interkommunale Allianz
Seit dem 1. Januar 2009 ist Dittelbrunn Mitglied in der Interkommunalen Allianz Oberes Werntal.

## Kultur und Sehenswürdigkeiten

### Theater
In Hambach und Pfändhausen existieren Theatervereine, die jährlich Aufführungen einstudieren.

### Fasching
In Hambach, Dittelbrunn und Holzhausen finden Sitzungen der nachstehenden Faschingsgesellschaften statt:
- 1. Hambacher Carnevals-Verein e. V. (HCV)
- Marienbachelf Dittelbrunn
- Holzhäuser Faschings-Gaudi (HoFaGa)

### Museen, Sammlungen, Ausstellungen
- Radrennsport-Museum im Rathaus in Hambach[12]
- Ständig wechselnde Sammlungen im Rathausfoyer
- Sammlung Paul Warmuth (Mundartdichter und Komponist)

### Musik
Die Gemeinde unterhält die Musikschule Hambach. Sie wurde im 19. Jahrhundert gegründet und ist die älteste gemeindliche Musikschule Bayerns. In allen Gemeindeteilen existiert eine Blaskapelle. Die volkstümliche Sing- und Tanzgruppe Hambacher Volkssänger ist weit über Franken hinaus bekannt.

### Bauwerke und Sehenswürdigkeiten
- Rathaus in Hambach, erbaut 1983. Nach der Gebietsreform 1978, bei der die vormals eigenständigen Gemeinden Hambach, Dittelbrunn, Holzhausen und Pfändhausen nach einiger Gegenwehr zu einer Gemeinde zusammengelegt wurden, war ein Neubau eines Rathauses nötig. Dieser zweckmäßige Neubau (Architekt: Jürgen Michal) wurde wegen der besseren Erreichbarkeit in die geografische Gemeindemitte nach Hambach gelegt. Um das Gebäude optisch zu verkleinern, wurde es mit drei Satteldächern ausgestattet. In der Fassade sind Fachwerkstücke enthalten, die das Gebäude durch diesen typisch fränkischen Baustil besser in die Umgebung einpassen. Es liegt direkt am Wald in der Nähe der Mariengrotte.
- St.-Rochus-Kirche der katholischen Pfarrei St. Rochus in Dittelbrunn, erbaut 1967
- Marienkirche der katholischen Pfarrei Mariä Geburt in Hambach, erster Kirchenbau an derselben Stelle nachweislich im 13. Jahrhundert, Julius-Echter-Turm aus der Zeit um 1600; Langhaus 1734 erbaut; 1929 und 1990 erweitert
- Dorfplatz in Hambach, der 2008 fertiggestellte Dorfmittelpunkt mit dem 2003 errichteten Herrnbrünn. Jährlich am ersten Advent findet auf dem Platz der Weihnachtsmarkt statt.
- Mariengrotte in Hambach, errichtet 1905
- Katholische Filialkirche Heilig Kreuz in Pfändhausen, errichtet 1967 nach Plänen von Professor Hans Döllgast
- Ehemalige Barockkirche in Pfändhausen, errichtet 1770 (jetzt Leichenhalle und Veranstaltungsort des jährlichen Erntedankkonzerts)
- Katholische Kuratiekirche St. Kilian in Holzhausen. Echterturm von 1608, Langhaus von 1736, große Renovierung Ende der 1970er Jahre
- Haus der Bäuerin in Holzhausen, Dorfgemeinschaftshaus, errichtet 1956 als Pilotprojekt des Landes Bayern, gleichzeitig Versammlungs-, Vereins- und Feuerwehrhaus

### Naturdenkmäler

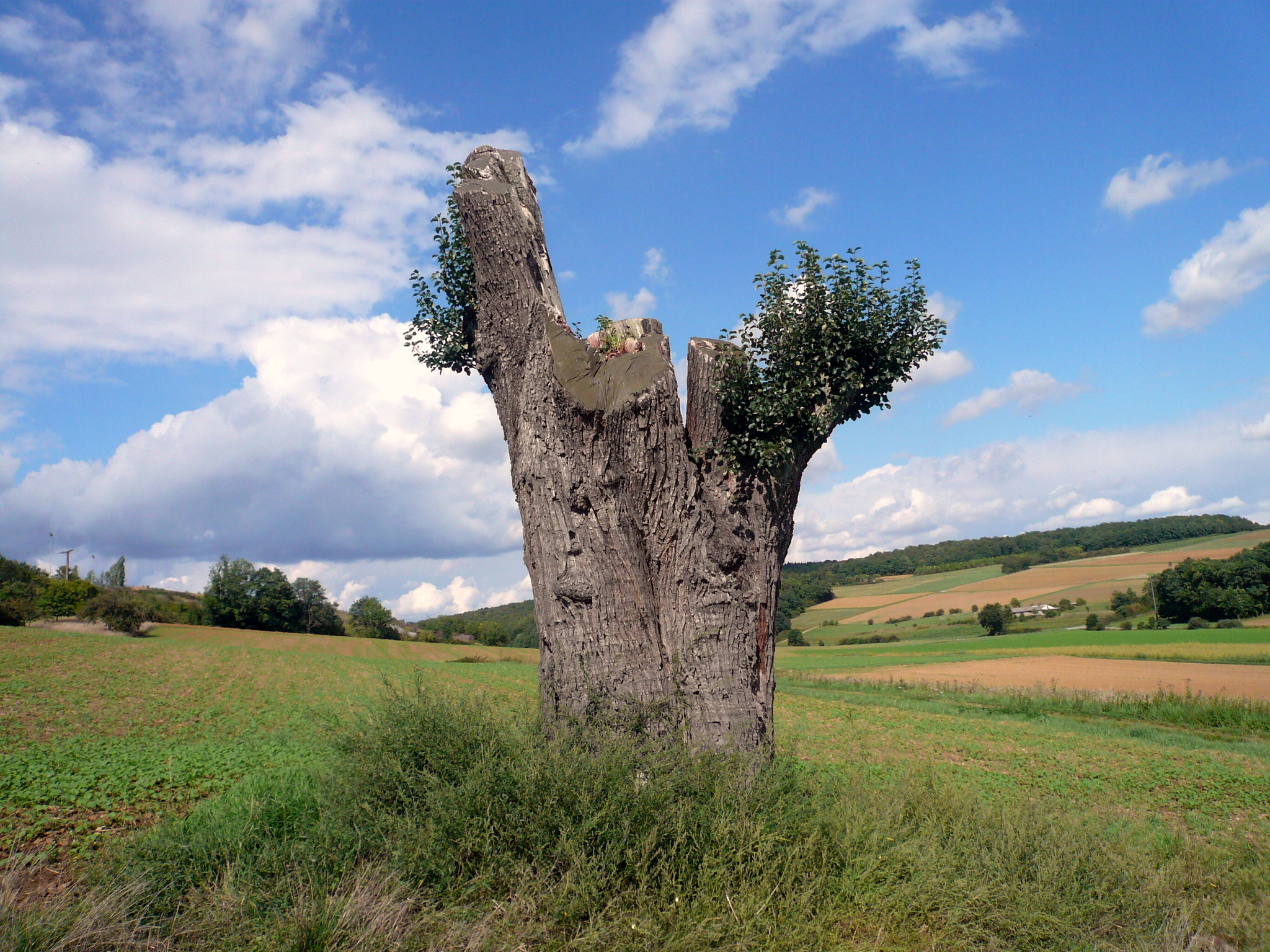
Birnbaum –
4,58 Meter Stammumfang

Östlich von Hambach steht ein als Naturdenkmal registrierter Birnbaum. Im Jahr 2016 hatte der Stamm an der Stelle seines geringsten Durchmessers einen Umfang von 4,58 und in einem Meter Höhe von 4,65 Metern. Dem Birnbaum, aus dem jetzt vereinzelt neue Triebe wachsen, wurde im Jahre 2008 die komplette Krone abgenommen.

## Sport und Freizeit
Der hohe Anteil von 32 % Wald in der Gemeinde Dittelbrunn wird als Naherholungsgebiet genutzt.
Alle Gemeindeteile sind mit straßenunabhängigen Fahrradwegen verbunden.

### Sport
- SG 1912 Dittelbrunn e. V.
- Spvgg Hambach 1933 e. V.
- TSV Pfändhausen / Holzhausen 1947 e. V.
- Hambach Night Runners e. V.

Die SG Dittelbrunn und die Spvgg Hambach erringen seit vielen Jahren in der Sportart Korbball Erfolge als Bayerische und Deutsche Meister. Der TSV Pfändhausen ist besonders in der Sportart Handball aktiv. Die Hambach Night Runners veranstalten seit 2010 den Hambach Night Run.

### Sportanlagen und Hallen
- Gemeindliche öffentliche Sportanlagen in Dittelbrunn und Hambach. In Pfändhausen und Holzhausen befindet sich jeweils ein gemeindlicher Bolzplatz.
- Sportplatz des TSV Pfändhausen in Pfändhausen
- Gemeindliche Dreifachturnhalle Marienbachzentrum in Dittelbrunn
- Schulturnhallen in Dittelbrunn und Hambach
- Gemeindliches Schwimmbad mit Sauna in Dittelbrunn
- Tennisanlage in Dittelbrunn

## Wirtschaft und Infrastruktur

### Verkehr
Die Gemeindeteile Dittelbrunn, Hambach und Pfändhausen liegen an der Kreisstraße SW 8, der Gemeindeteil Holzhausen an der SW 19. Die Autobahn Schweinfurt–Erfurt (A 71) ist über die B 286 (Anschluss 29 Poppenhausen/Dittelbrunn), Autobahn Würzburg–Fulda (A 7) und Schweinfurt–Bamberg (A 70) über die B 26a (Anschluss Werneck), die Autobahn Würzburg-Nürnberg (A 3) über die B 286 ab Schweinfurt zu erreichen.
Die Gemeindeteile Dittelbrunn und Hambach sind über die Stadtbuslinien Dittelbrunn–Hambach und Eselshöhe–Sonnenteller der Stadtwerke Schweinfurt angebunden. Die Gemeindeteile Pfändhausen und Holzhausen sind über den Omnibusverkehr Franken verbunden.
Der nächsten Bahnhöfe befinden sich in Schweinfurt und Ebenhausen.
Die Anbindung an das Radwegenetz des Landkreises Schweinfurt ist ausgeschildert. Zwischen den Gemeindeteilen und nach Schweinfurt bestehen von den Autostraßen unabhängige Fahrradwege.

### Bildung und Erziehung
- Drei Kindertagesstätten (Dittelbrunn, Hambach, Pfändhausen)
- Schule am Sonnenteller (Haupt- und Grundschule in Dittelbrunn)
- Grundschule am Steinberg in Hambach
- Musikschule Hambach, die älteste Musikschule Bayerns als kommunale Einrichtung
- Volkshochschule Dittelbrunn
- Katholische öffentliche Büchereien in Dittelbrunn und Hambach

### Gesundheitswesen und Feuerwehren
Es befinden sich in der Gemeinde zwei Allgemeinärzte, zwei Zahnärzte, zwei Praxen für Krankengymnastik/Physiotherapie und eine Apotheke.
Die Gemeinde unterhält in allen vier Gemeindeteilen eine Freiwillige Feuerwehr. Die Feuerwehren sind über das Gemeindegebiet hinaus für Teile der B 286, der A 71 und benachbarte Gemeindeteile zuständig.

### Energie und Umwelt
Die Gemeinde betreibt fünf Photovoltaikkraftwerke auf Dächern von gemeindeeigenen Gebäuden (Schule Dittelbrunn, Kindergarten Pfändhausen 40 kWp, Kindergarten Dittelbrunn, Mehrzweckhalle Marienbachzentrum 50,6 kWp, Gemeinschaftshaus Haus der Bäuerin Holzhausen, insgesamt über 120 kWp).
Beim Neubau der Grundschule Dittelbrunn wurde 2007 für die Energieerzeugung des gesamten Schulkomplexes (Grundschule, Hauptschule, Hallenbad, Turnhalle) ein Biomasseheizwerk (Holzhackschnitzel) errichtet.
Beim Umbau des Pfarrhauses wird von der Gemeinde Dittelbrunn mit der Pfarrei Hambach eine Pelletheizung zur Versorgung von Musikschule, Kirche, Pfarrhaus und Pfarrheim eingerichtet.
Die Gemeinde betreibt für die Energieerzeugung (Strom und Wärme) in mehreren gemeindeeigenen Gebäuden Blockheizkraftwerke.
Im nördlichsten Gemeindebereich zwischen Pfändhausen und Rannungen erzeugt eine 150 Meter hohe Windenergieanlage Vestas V90 der Wotan AG mit 2,0 Megawatt Leistung Strom.

## Persönlichkeiten

### Ehrenbürger
- Oswald Markert, langjähriger Bürgermeister des ehemals selbstständigen Gemeindeteils Holzhausen, Bürgermeister der Gemeinde Dittelbrunn von 1978 bis 1996, † 1998
- Karl-Heinz Hennig, Kreisheimatpfleger Landkreis Schweinfurt
- Joseph Müller, Unternehmer † 2024
- Alfred Walter, Gemeinderatsmitglied von 1978 bis 2002, † 2011
- Gottfried Schulz, Bürgermeister des ehemals eigenständigen Ortsteils Hambach von 1956 bis 1972, † 1995
- Edmund Schöller, Gemeinderatsmitglied von 1978 bis 2002, † 2007

### Söhne und Töchter aus der Gemeinde
- Ludwig Geyer (1904–1992), Radrennfahrer
- Paul Warmuth (1911–1981), fränkischer Mundartdichter und Komponist
- Günther Ziegler (1933–2013), Radrennfahrer
- Alexander Stefi (1953–2016), Schauspieler, Regisseur und Musiker
- Werner Dreßel (* 1958), Fußballspieler
- Martin Thomann (* 1994), Fußballspieler